# 计数器模式密码块链消息完整码协议
计数器模式密码块链消息完整码协议（Counter Mode Cipher Block Chaining Message Authentication Code Protocol，Counter/CBC-MAC Protocol 或 CCMP）是一种为无线局域网设计的安全协议，其为IEEE 802.11i标准的具体实现。CCMP是一种增强的数据加密封装机制，基于Counter with CBC-MAC和AES标准。它的出现是为了解决WEP这个过时且不安全的协议所存在的漏洞。